# Maison de Rochechouart
Pour les articles homonymes, voir Rochechouart.
La maison de Rochechouart est considérée comme la famille de la noblesse française subsistante la plus ancienne de France après les Capétiens, prouvant sa filiation depuis l'an 980. Ses membres Rochechouart et Rochechouart de Mortemart restèrent possessionnés durant plusieurs siècles dans le Limousin.

## Origines
La maison de Rochechouart a pour auteur Aimery Ier de Rochechouart, issu de la maison de Limoges, fondée par Foulques ou Foucher de Limoges, fidèle de Charles II le Chauve, installé en Limousin.
Le premier individu à porter le titre de Lemovicensis (« de Limoges » ou « du Limousin ») est Aldebert ou Hildebert, cité entre 875 et 904. Le fils d'Aldebert, Hildegaire, est le premier à porter le titre de « vicomte des Limousins » (Lemovicinorum vicecomes), entre 914 et la fin des années 930.
La branche aînée des vicomtes de Limoges s'est fondue en 1290 dans la maison de Dreux-Bretagne (1290-1384) qui devint vicomte de Limoges, puis dans celle de Blois-Châtillon (1384-1481), et enfin dans la maison d'Albret (1484-1572). À la mort de Jeanne d'Albret, vicomtesse de Limoges, en 1572, le titre revient à son fils Henri, roi de Navarre, dernier vicomte de Limoges, et futur Henri IV.

## La maison de Rochechouart

### Premiers vicomtes et Croisades

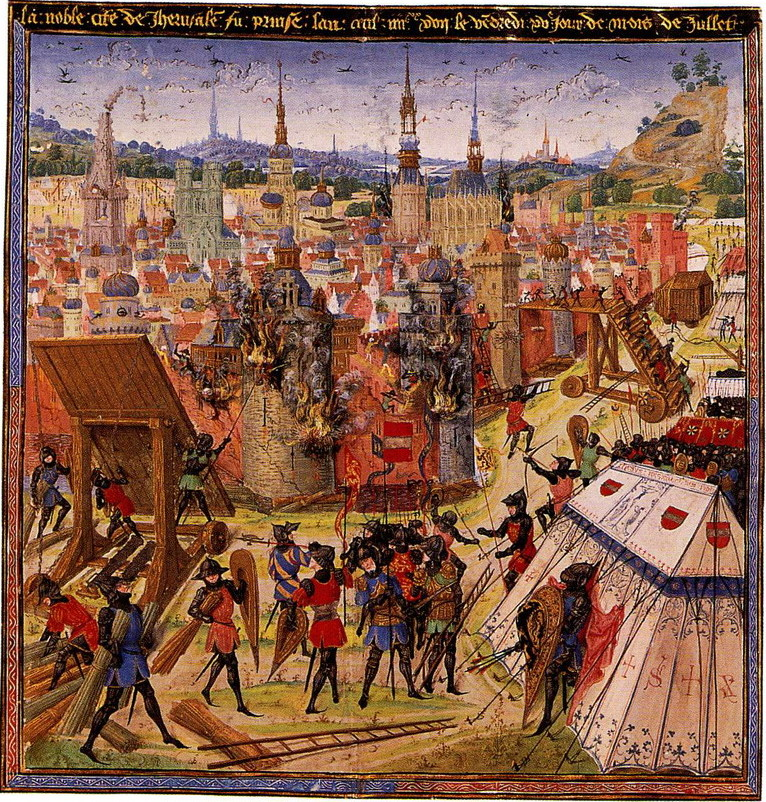
La prise de Jérusalem en 1099 lors de la première croisade

En 980, Aimery de Limoges, quatrième fils du vicomte Géraud, épouse Ève Taillefer, fille de Guillaume II, comte d'Angoulême. Celui que l'on surnomme Ostofrancus, pour avoir combattu les Germains dans l'Est de la France, reçoit en dot les terres de Rochechouart. Il prend le nom d'Aimery de Rochechouart et devient le premier vicomte de Rochechouart, titre qu'il transmet en 1036 à son fils Aimery II (assassiné en 1049 dans des circonstances non précisées).
En 1096, le vicomte Aimery IV rejoint l'appel à la Première Croisade et participe à la prise de Jérusalem en 1099 aux côtés de Godefroy de Bouillon. En 1146, son fils Aimery V accompagne le roi Louis VII lors de la deuxième croisade.
C'est probablement du temps du vicomte Aimery VI, que furent élevées les fortifications de la ville de Rochechouart et que l'on commença à construire le château, dont il ne reste actuellement que le donjon. Le vicomte Aimery VII de Rochechouart est, avec sa femme Alix, le protagoniste d'une légende connue sous le nom d'Alix et le lion.
En 1296, Aimery XI de Rochechouart promulgue une charte d'affranchissement qui abolit les impôts directs (taille et quête) ainsi que les corvées manuelles, et donne à Rochechouart le statut de cité. La ville est désormais administrée par quatre consuls qui choisissent eux-mêmes leurs successeurs, sans intervention du seigneur. Les habitants se voient accorder le droit de disposer de leurs biens, construire sur leur terre, circuler à leur gré hors des murs de la ville, exercer toute sorte de commerce, importer et exporter ce qu'ils veulent. La charte d'Aimery XI restera en vigueur jusqu'en 1789.

### La guerre de Cent Ans: au service des rois de France

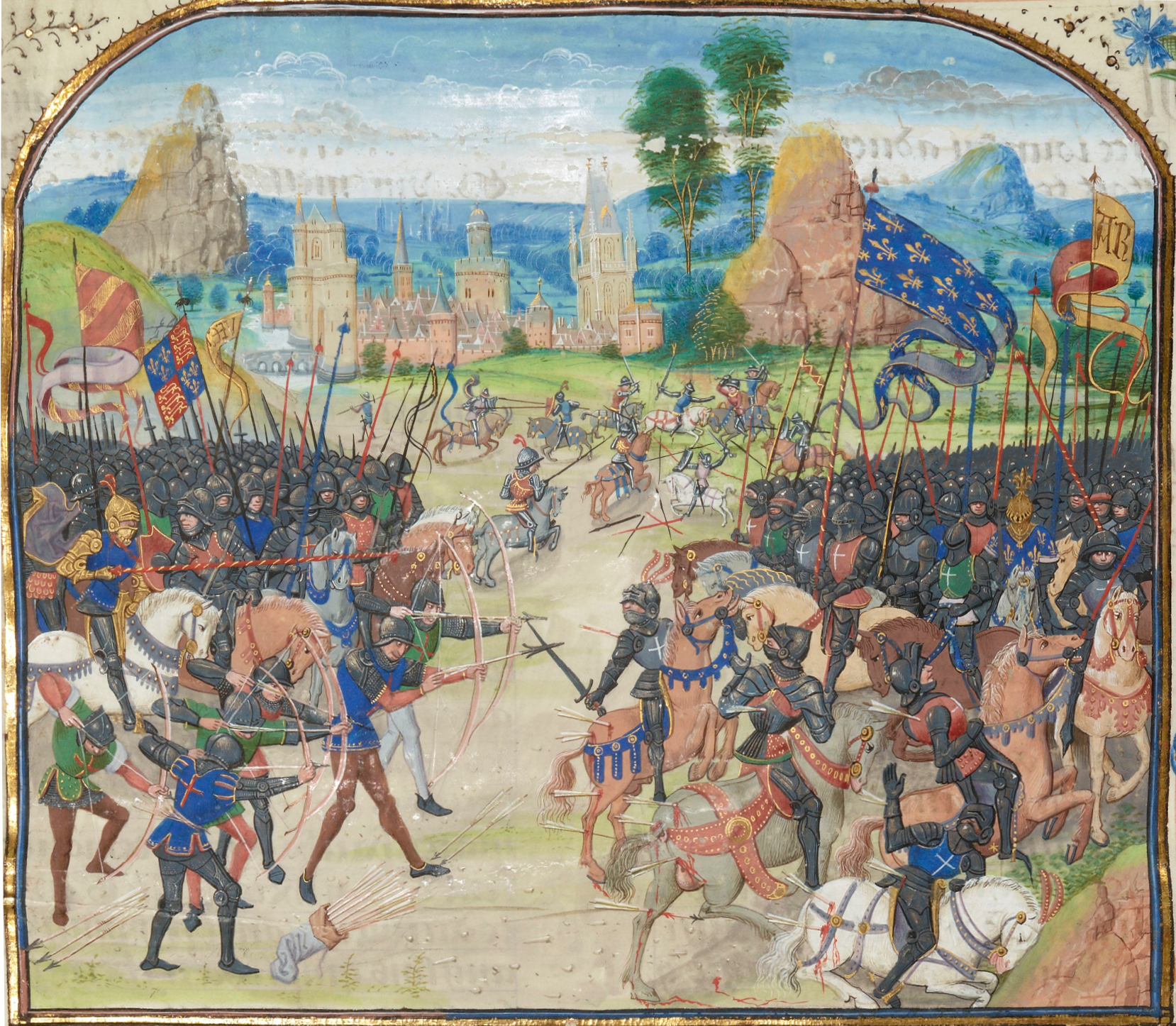
La bataille de Poitiers en 1356

Après la répudiation d'Aliénor d'Aquitaine en 1153, le Poitou et le Limousin sont le théâtre de combats sanglants entre les Français et les Anglais. Exposée aux guerres qui secouent la région pendant trois siècles, la maison de Rochechouart se range dans le camp du roi de France : Aimery VI rend hommage en 1226 à saint Louis; Aimery IX accompagne Philippe III le Hardi à l'Ost de Foix en 1271 et l'expédition d'Aragon en 1283; Simon de Rochechouart participe en 1304 aux côtés de Philippe IV le Bel, à la victoire française en Flandres.
En 1328, le vicomte Jean de Rochechouart accompagne Philippe VI de Valois lors de l'expédition menée en Flandres. Il participe également en 1346 à la bataille de Crécy, où la chevalerie française est anéantie. À la suite de cette bataille, Henry de Lancastre, capitaine du roi d'Angleterre, dévaste avec ses troupes l'ensemble du Poitou. Après plusieurs jours de siège, Rochechouart est mise à sac. 600 personnes sont égorgées. Dix ans plus tard, en 1356, Jean de Rochechouart est tué lors de la bataille de Poitiers, en s'interposant pour sauver le roi Jean le Bon[réf. nécessaire]. L'année suivante, le Traité de Brétigny accorde l'ensemble du Poitou et du Limousin à la Couronne d'Angleterre, Rochechouart est livrée aux Anglais en 1362.
En 1364, le vicomte Louis est fait prisonnier par le Prince Noir qui le soupçonne d'être resté fidèle au roi de France. À sa libération, il renouvelle en effet son allégeance à Charles V et rejoint les troupes de Du Guesclin. En représailles, les troupes anglaises font le siège de Rochechouart, à plusieurs reprises. Les enceintes de la ville et du château résistent mais les terres alentour sont dévastées. Le roi donne en compensation au vicomte la châtellenie de Rochefort. Louis de Rochechouart, nommé conseiller et chambellan de Charles V, et son lieutenant pour le Limousin, participe aux côtés de Du Guesclin à la reconquête du Poitou en 1372-1373.

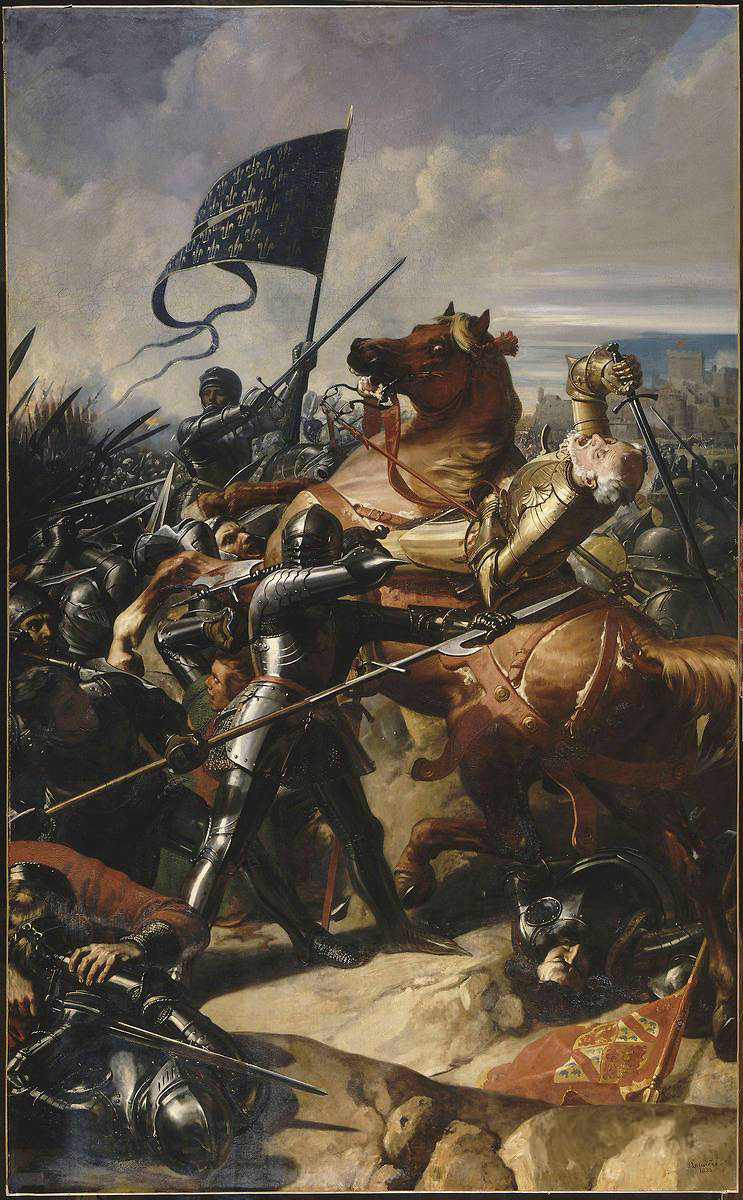
La bataille de Castillon en 1453

La fidélité des Rochechouart à la Couronne de France est récompensée par le roi Charles V qui appelle Louis de Rochechouart "son cousin" : les vicomtes Jean II, Geoffroy et Foucaud sont conseillers et chambellans de père en fils des rois Charles VI, Charles VII et Louis XI. Par leur mariage, ils accroissent leur domaine, en recevant des fiefs dans le Berry et le Poitou. Jean II épouse Éléonore de Mathefelon dont la mère est de sang royal. Au sein des armées du roi, les vicomtes sont chevaliers bannerets, à la tête de troupes importantes de chevaliers, écuyers, hommes en armes.
Ils participent aux dernières grandes batailles de la guerre de Cent Ans : Azincourt et les campagnes de Jeanne d'Arc, dont Geoffroy de Rochechouart est un compagnon. Foucaud de Rochechouart est nommé gouverneur de La Rochelle et du pays d'Aunis, alors que l'éviction des Anglais se poursuit en Guyenne. Fait chevalier de l'ordre du Porc-Épic, un ordre chevaleresque institué par Charles d'Orléans et qui ne comptait que 24 membres[réf. nécessaire], il participe en 1453 à la prise de Bordeaux et la bataille de Castillon qui marquent la reconquête du sud-ouest du pays et la victoire définitive de la France sur l'Angleterre dans la guerre de Cent Ans.

### Guerres d'Italie, intrigues sous Richelieu
En 1470, Anne, fille unique de Foucaud de Rochechouart, épouse Jean de Pontville, chambellan de Charles de France, duc de Guyenne et frère de Louis XI. À l'instar de la vicomté de Limoges trois siècles plus tôt, la vicomté de Rochechouart quitte alors la lignée de Foucher de Limoges, qui continue à se perpétuer avec les Seigneurs du Bourdet et les Seigneurs du Chandenier, deux branches cousines. En 1512, François de Pontville, fils de Jean et Anne, sera au cœur d'une sordide histoire d'assassinat connue sous le nom d’affaire de la main coupée.
Au XVIe siècle, les Rochechouart participent aux guerres menées par la France, notamment les Guerres d'Italie. En 1508, François de Rochechouart est nommé gouverneur de Gênes par Louis XII, Christophe de Rochechouart est fait prisonnier avec François Ier à la bataille de Pavie en 1525. Antoine de Rochechouart commande en 1530 lors de la défense de Marseille contre Charles Quint, il est tué à la bataille de Cérisoles en 1544. René participe aux côtés du Duc de Guise à la prise de Calais en 1558 et reçoit en 1580 le collier de l'Ordre du Saint-Esprit.
Jean-Louis de Rochechouart participe en 1627 au siège de la Rochelle commandé par le Cardinal de Richelieu. Après la Journée des Dupes, son fils François, appelé le chevalier de Jars, proche de la reine Anne d'Autriche, est contraint de s'exiler en Angleterre. À son retour en 1632, il est enfermé à la Bastille et interrogé par Laffemas, le « Bourreau du cardinal », qui le fait condamner à mort. Conduit à l'échafaud le 10 novembre 1633, François de Rochechouart est gracié quelques instants seulement avant son exécution. Après un long séjour en prison, il s'exile en Italie, où il devient proche de Mazarin. Il joue un rôle important aux premières heures de la Fronde.

### À la cour de Versailles

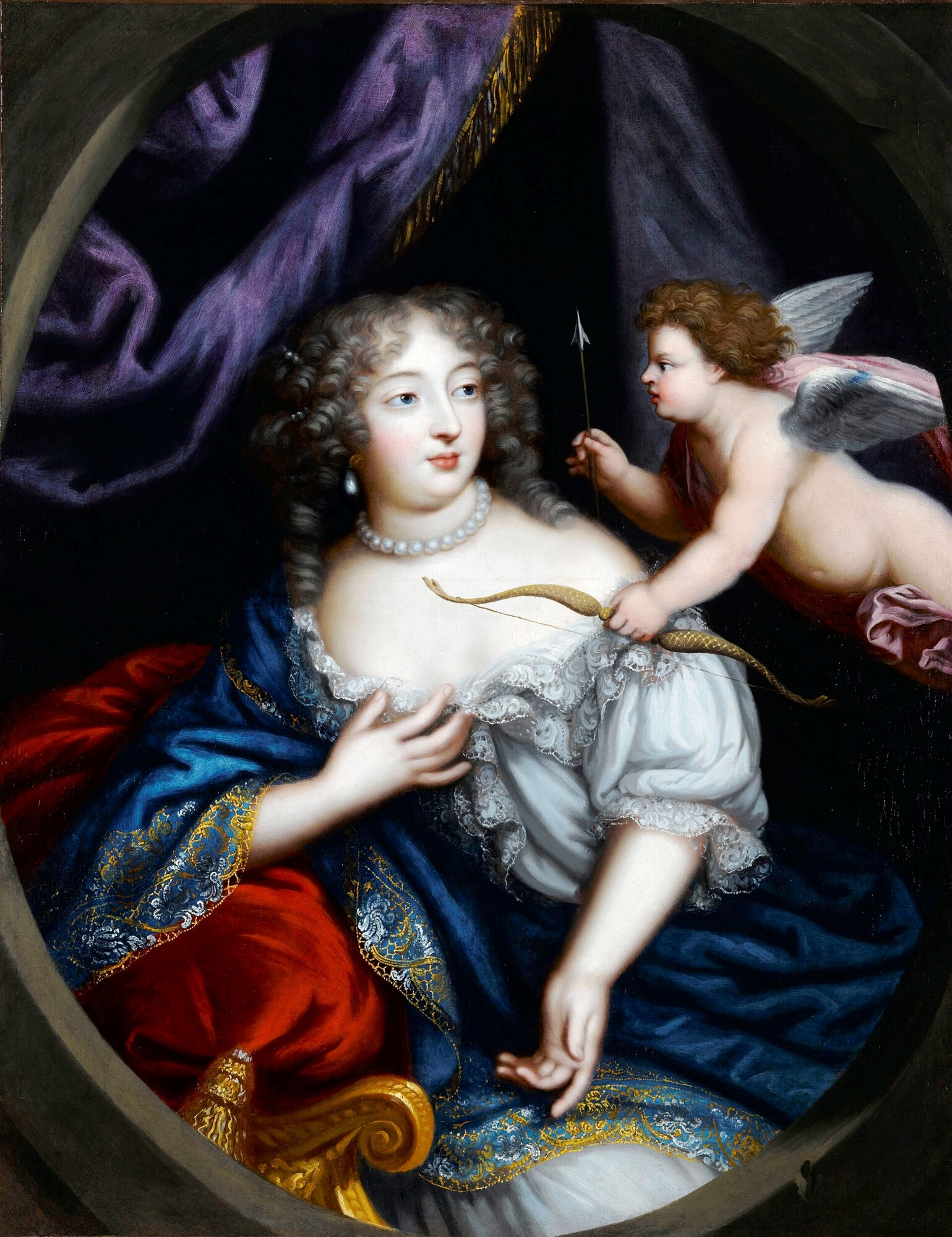
La marquise de Montespan.

Ami d'enfance de Louis XIII, Gabriel de Rochechouart de Mortemart accompagne ce dernier dans ses diverses expéditions. Il est fait premier gentilhomme de la chambre du roi en 1630 et chevalier des ordres du roi en 1633. Louis XIV l'élève en 1663 au titre de duc de Mortemart, prince de Tonnay-Charente et pair de France, et le nomme gouverneur de Paris et de l'Île-de-France en 1669.
Louis-Victor, appelé duc de Vivonne, est maréchal de France et vice-roi de Sicile ; Marie-Madeleine, dite reine des abbesses, est une personnalité très influente de la communauté intellectuelle du XVIIe siècle, qui traduit avec Racine Le Banquet de Platon.
Mais le plus célèbre membre de la famille est sans aucun doute Françoise-Athénaïs, épouse du marquis de Montespan, qui est, de 1667 à 1680, la favorite de Louis XIV. Aux côtés de cette femme éprise de luxe, de magnificence et de bel esprit (nommé par Saint-Simon l'« esprit Mortemart »), le monarque mène un règne fastueux. Ils ont ensemble sept enfants. Le roi souhaite que ces derniers montent sur le trône en cas d'extinction de sa descendance (son arrière-petit-fils Louis, le futur Louis XV, était alors son unique héritier). Dans son testament, le monarque désigne le duc du Maine et le comte de Toulouse, comme les régents de son jeune successeur. Après la mort du Roi-Soleil, les fils de la Montespan sont cependant écartés par le duc d'Orléans, qui avait épousé Mademoiselle de Blois, l'une des filles de Louis XIV et d'Athénaïs de Rochechouart. De la sorte que cette dernière est la quadrisaïeule de Louis-Philippe Ier, roi des Français.
Jusqu'à la Révolution, la maison de Rochechouart donna huit généraux à l'armée française, dont l'un, Jean-Louis Roger de Rochechouart, est appelé à devenir maréchal lorsqu'il meurt subitement en 1777. Trois sont décorés de l'ordre du Saint-Esprit. Le cardinal de Rochechouart, évêque de Laon, est quant à lui le second pair ecclésiastique du royaume. Il est nommé par Louis XV ambassadeur à Rome auprès du pape Benoît XIV. Grand aumônier de la reine, il assiste en 1775 au sacre de Louis XVI en qualité de pair du royaume. Cette position privilégiée à la cour de France place la maison de Rochechouart dans une situation délicate sous la Révolution.

### De la Révolution à nos jours

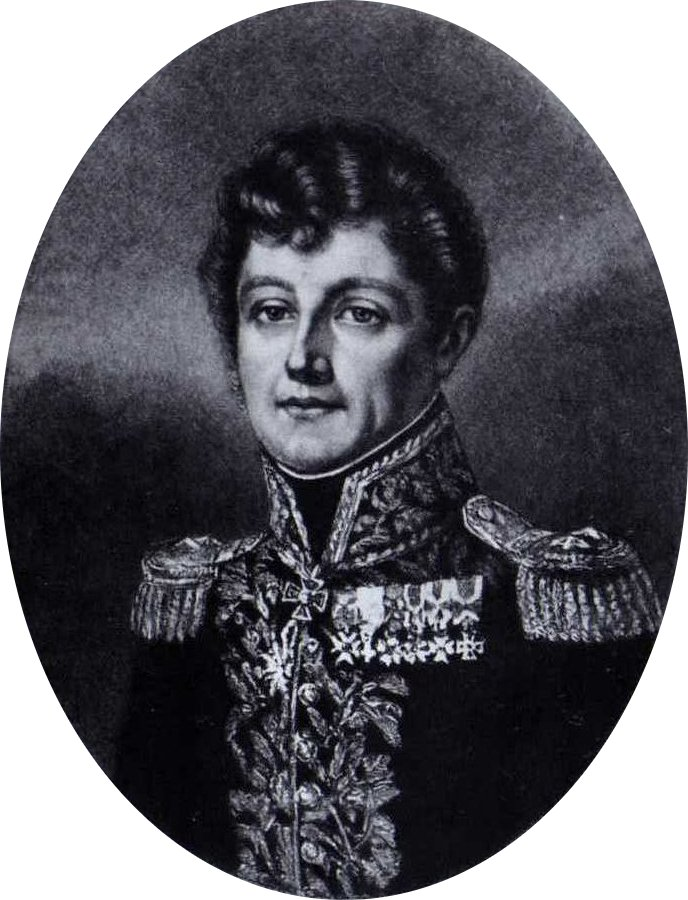
Louis-Victor de Rochechouart

En 1789, le général Aimery-Louis-Roger de Rochechouart est élu aux États Généraux. Libéral, il est l'un des 47 députés de la Noblesse à se prononcer pour la fusion des trois ordres et à se rallier à l'Assemblée Nationale. Membre de l'Assemblée Constituante, il participe à l'abolition des privilèges, lors de la Nuit du 4 août.
Sa sœur Diane est guillotinée en 1794 sous la Terreur, avec son mari, le député Louis Marie Florent du Châtelet. La vicomtesse Marie de Rochechouart est elle aussi décapitée en avril de la même année. Quant à Élisabeth de Rochechouart, amie de Marie-Antoinette, elle échappe de peu au même sort. Un mandat d'arrêt est lancé contre elle après qu'elle a tenté de faire évader la reine, enfermée à la Conciergerie. Elle échappe de justesse aux autorités et émigre en Angleterre et en Allemagne où elle devient une active contre-révolutionnaire.
Son fils Louis-Victor-Léon de Rochechouart émigre en Russie où il est nommé général-major de l'armée du tsar. Il participe aux batailles de la Berezina, Dresde, Leipzig, à la Campagne de France et à la Bataille de Paris en 1813 et 1814. Nommé général et commandeur de la Légion d'Honneur par Louis XVIII, il est gouverneur de Paris de 1815 à 1823.
Le général Victurnien de Rochechouart de Mortemart, député de la noblesse aux États-Généraux en 1789, émigre en Angleterre en 1792. Le roi George III le nomme à la tête d'un régiment émigré à la solde britannique, le régiment de Mortemart, qui combat à Guernesey et au Portugal. Il rentre en France en 1802. Napoléon le nomme conseiller général de la Seine en 1812.
Son fils Casimir s'engage dans la Grande Armée, et participe notamment aux batailles de Friedland, Essling, Wagram et Borodino. Nommé général à la Restauration, il est décoré de l'ordre du Saint-Esprit en 1825. En 1830, Charles X le nomme Premier ministre, mais il n'a pas le temps de gouverner en raison des Trois Glorieuses qui renversent le roi. Grand-Croix de la légion d'Honneur, il est nommé sénateur en 1852. Ses cousins René-Roger et Henri sont députés sous la IIIe République.
Anne de Rochechouart de Mortemart, duchesse d'Uzès, dépense une grande partie de son argent dans le financement de la carrière politique du général Boulanger en 1890. Grande femme du monde, elle écrit une dizaine de romans et devient la première femme française à posséder le permis de conduire. François de Rochechouart de Mortemart, prince de Tonnay-Charente, est tué en 1918 à Liny devant Dun-sur-Meuse (Meuse), lors de la Première Guerre mondiale.
En 1980, la maison de Rochechouart a fêté son millénaire.

## Généralités

### Armes et blasonnement

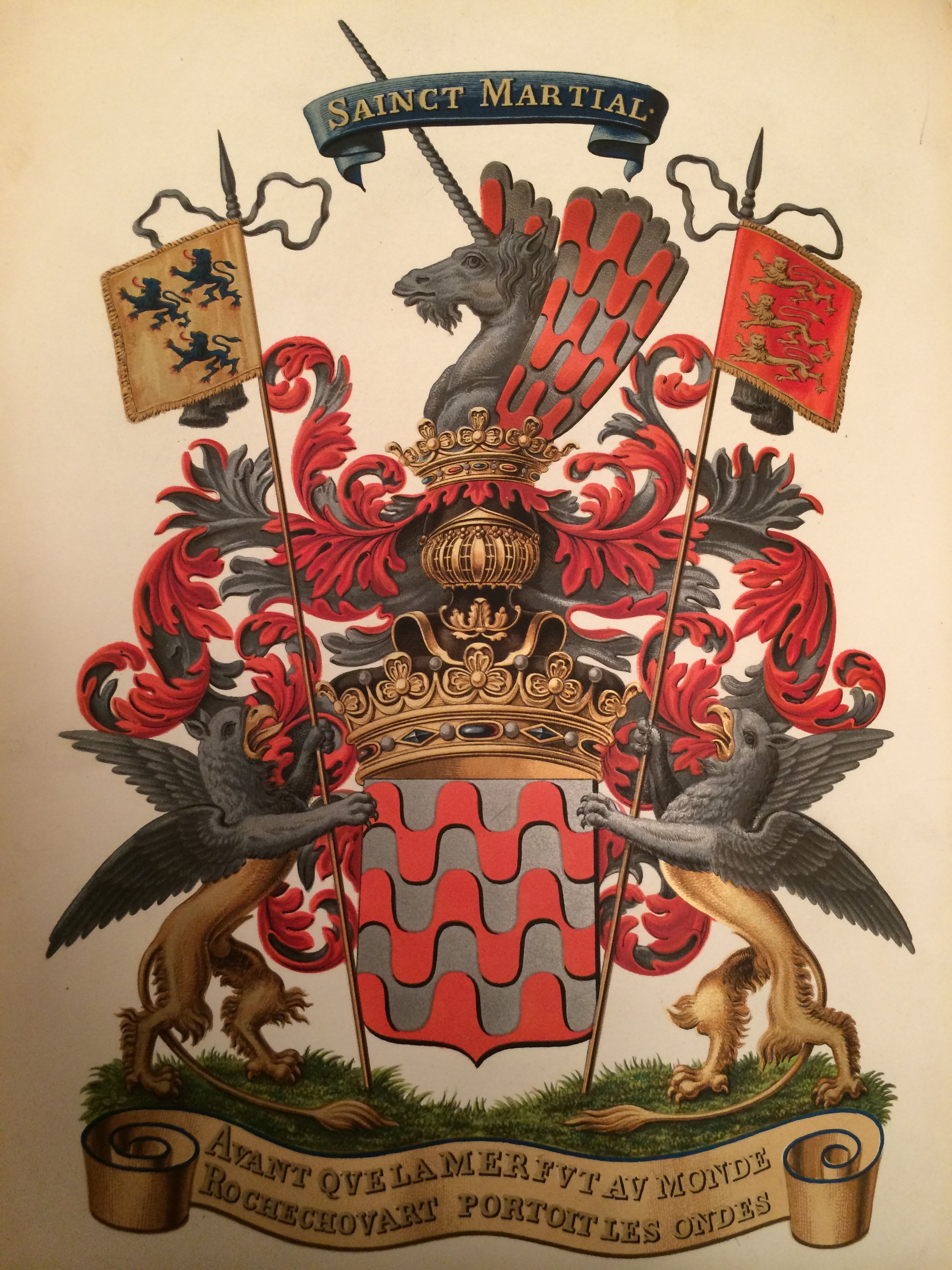
Armoiries de la maison de Rochechouart

- Rochechouart : fascé ondé et enté d'argent et de gueules de six pièces, entées de l'une à l'autre.
- Rochechouart-Limoges : écartelé, aux 1 et 4 d'or à trois lionceaux d'azur, armés et lampassés de gueules, qui est de Limoges, aux 2 et 3 fascés-ondés d'argent et de gueules de six pièces, qui est de Rochechouart.
- Rochechouart de Mortemart: coupé d'un trait, parti de trois qui font huit quartiers : au 1, de gueules, au croissant de vair (de Maurre) ; au 2, d'azur, à trois fleurs-de-lis d'or au bâton péri en bande de gueules (Bourbon); au 3, de gueules, à neuf macles d'or (Rohan) ; au 4, burelé d'argent et d'azur de dix pièces à trois chevrons de gueules brochants sur le tout, le premier écimé (La Rochefoucauld) ; au 5, d'argent, à la guivre d'azur couronnée d'or engoulant un enfant de gueules (Visconti) ; au 6, de gueules, aux chaînes d'or en croix en sautoir et en orle (Navarre) ; au 7, de gueules, au pal de vair (Pérusse des Cars dit d'Escars) ; au 8, d'hermine plain (Bretagne). Sur le tout fascé enté de six pièces d'argent et de gueules (Rochechouart).

Supports : deux griffons d'or, lampassés de gueules.

Cimier : tête de licorne issante, affrontée et posée entre deux bannières banderolées et armoriées de Limoges et de Rochechouart

Écu : monté de couronne ducale avec timbre d'argent treillissé et enrichi d'or, formé de la même couronne et, sur les côtés, deux bannières de Limoges et d'Angleterre passées en sautoir et liées par un cordon où est inscrite la devise « Ante Mare Undae » ou « L'esprit surpasse la matière ».

Livrée : jaune, veste, culotte, parements et doublure écarlate; boutons armoriés et galons d'argent.

Cri de guerre : Saint-Martial !

### Devises
« L'esprit surpasse la matière »
« Ante mare undae »
« Avant que la mer fût au monde, Rochechouart portait les ondes »

### Titres de la maison de Rochechouart
Les membres de la maison de Rochechouart eurent 16 fois les honneurs de la Cour. Voici les titres qu'ils ont portés :
- Vicomte de Rochechouart (980, l'un des titres les plus anciens de France[réf. nécessaire], passé depuis 1478 aux Pontville), titre toujours porté à ce jour par le fils de l'aîné de la branche Rochechouart[réf. nécessaire]
- Comte de Rochechouart, titre porté encore à ce jour par les branches cadettes des Rochechouart
- Marquis de Montpipeau, par lettres patentes du roi Louis XIII.
- Duc-pair héréditaire de Mortemart, par lettres patentes du roi Louis XIV du 1er décembre 1650 (enregistrement en 1663), érection du marquisat de Mortemart en duché en faveur de Gabriel de Rochechouart de Mortemart (1600-1675).
- Duc de Vivonne, titre de duc à brevet (non-héréditaire) par lettres patentes de Louis XIV (1668) en faveur de Louis Victor de Rochechouart de Mortemart. Éteint à la mort du 1er titulaire, mais est traditionnellement porté par le second fils après le duc de Mortemart, par courtoisie.
- Grand d'Espagne de 1re classe (1701)
- Duc de Rochechouart, titre de duc à brevet (non-héréditaire) par lettres patentes de Louis XV (1753). Éteint à la mort du 1er titulaire.
- Baron de Rochechouart et de l'Empire, par lettres du 8 avril 1813, pair de France, par ordonnance du 4 juin 1814, confirmé en titre héréditaire par l'ordonnance du 17 août 1815, en faveur de Casimir de Rochechouart de Mortemart (1787-1875). Éteint à la mort du 1er titulaire.
- Comte de Mortemart et de l'Empire par lettres patentes du 17 mai 1810, pair héréditaire par lettres du 25 avril 1823, en faveur de Victor de Rochechouart de Mortemart (1780-1834).
- Marquis de Mortemart-pair héréditaire par ordonnance du 31 août 1817, en faveur de Victurnien Bonaventure de Rochechouart de Mortemart (1753-1823).
- Marquis de Rochechouart, titre porté par la branche ainée actuelle. (Titre de courtoisie)
- Marquis de Galliffet, à la suite de la dévolution par le dernier membre de la famille de Galliffet à un Rochechouart de Mortemart, son gendre. (Titre de courtoisie)

Aujourd'hui seuls les titres de vicomte, et comte de Rochechouart[réf. nécessaire], duc, marquis et comte de Mortemart sont authentiques. Les titres de marquis de Rochechouart et de Gallifet sont de courtoisie.

### Distinctions
La maison de Rochechouart a donné :

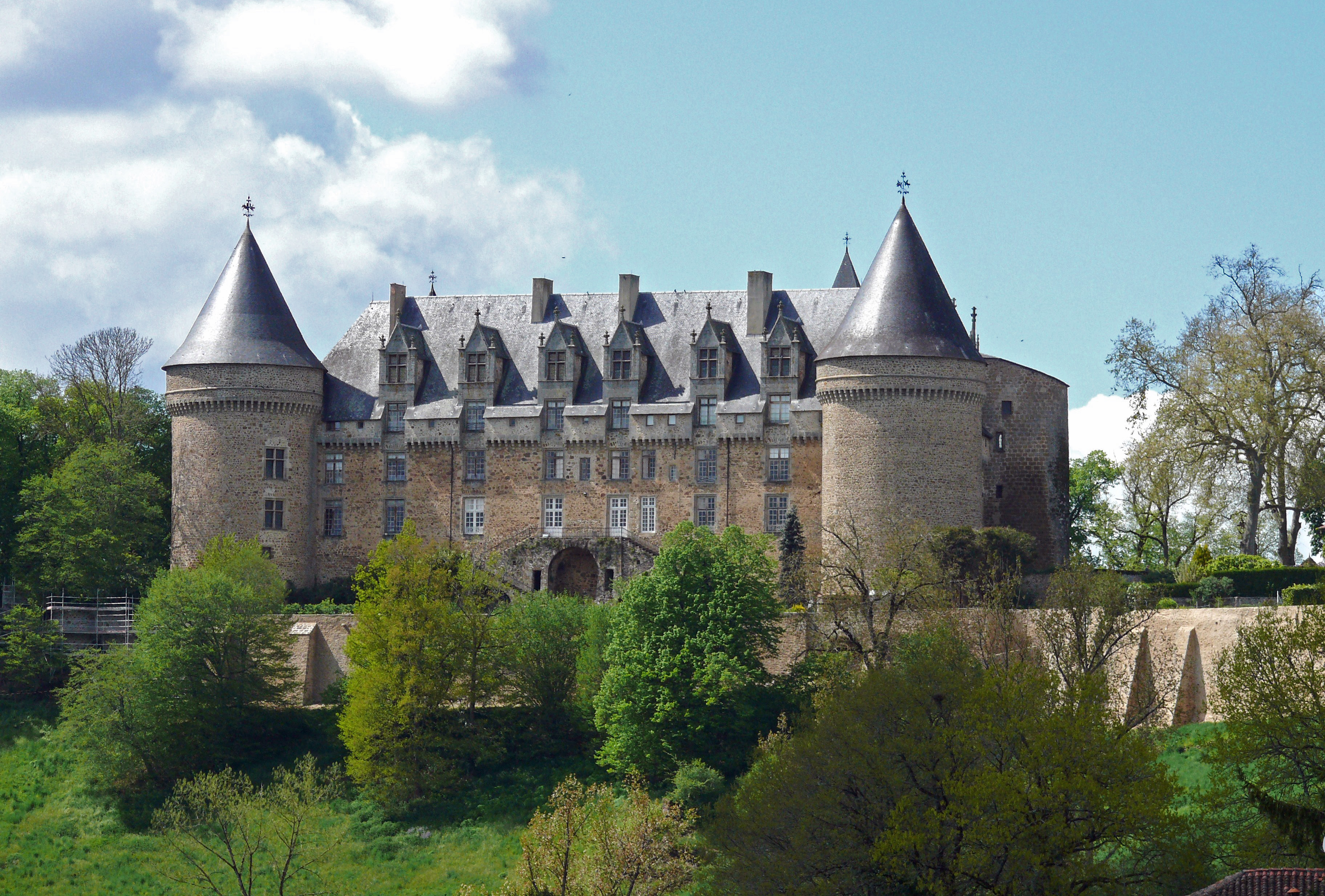
Le Château de Rochechouart.

- Des hommes politiques et des hommes d'État dont un Premier ministre (seulement nommé, pas d'exercice), 2 ministres, 6 députés et sénateurs, de nombreux chambellans du roi.
- Des militaires, dont 1 maréchal de France et 13 généraux. 23 Rochechouart furent tués sur le champ de bataille au sein de l'armée française.
- Des hommes et femmes d'Église, dont 2 cardinaux et 10 évêques.
- 5 membres de la Légion d'honneur, dont 1 Grand-Croix, et 8 membres de l'ordre du Saint-Esprit.
- Son nom à un quartier, un boulevard, une rue, une station de métro, et un hôtel particulier à Paris.

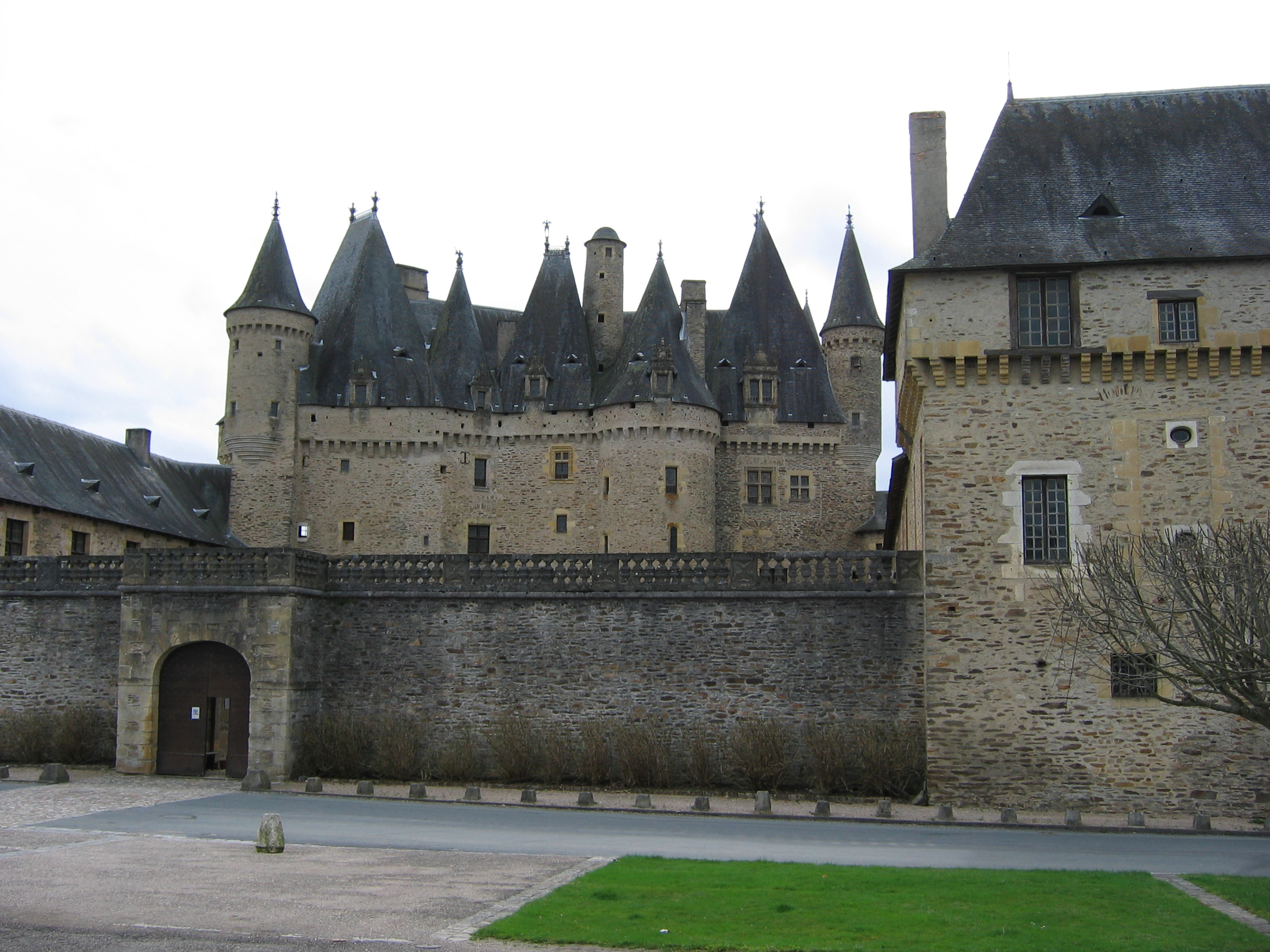
Le château de Jumilhac.

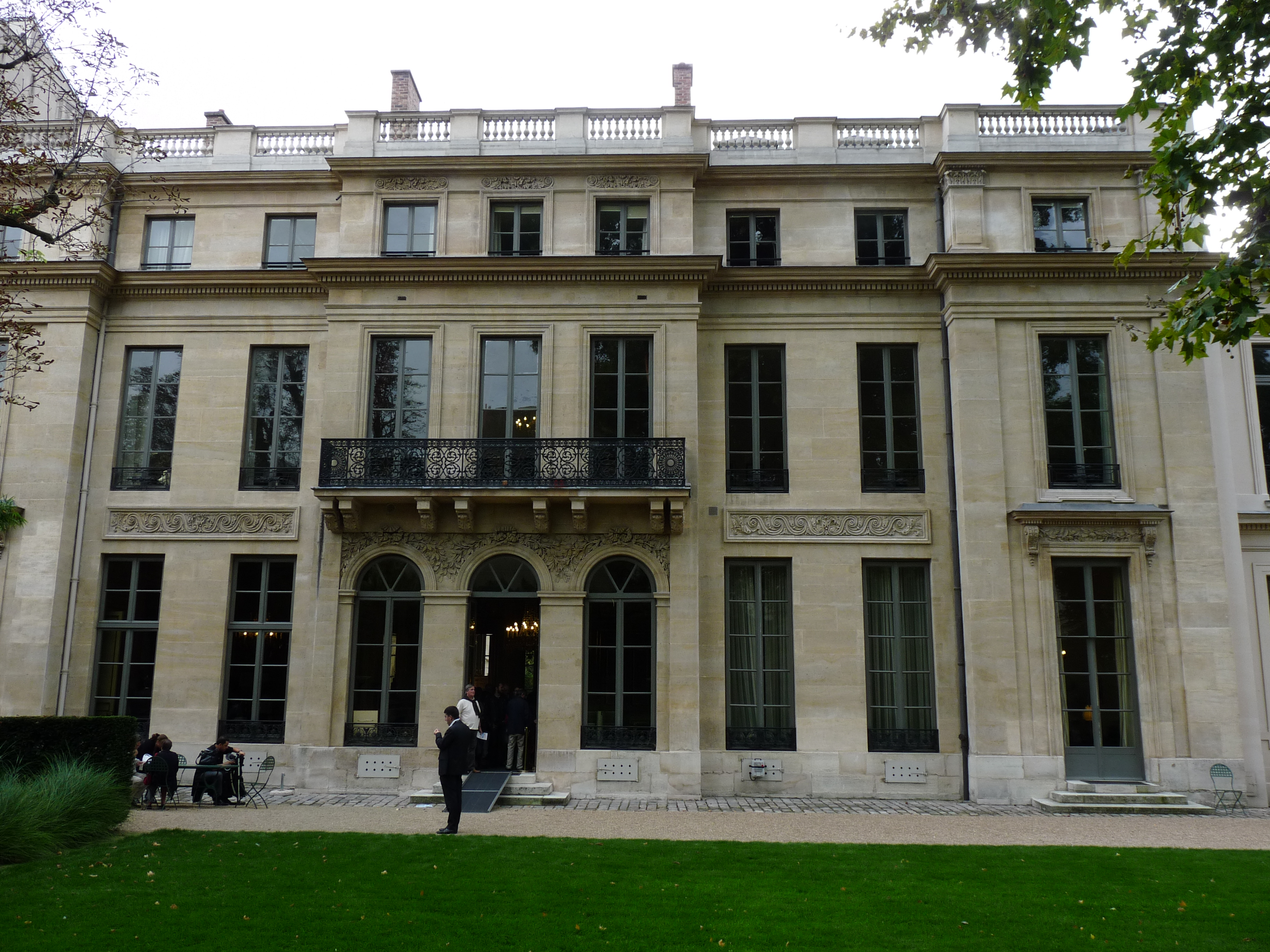
L'Hôtel de Rochechouart, siège du ministère de l'Éducation Nationale.

### Châteaux et possessions
Les différents membres de la famille de Rochechouart ont possédé, entre autres, les châteaux de Rochechouart, de Montbrun, de Mortemart, de Jumilhac (possédé par le général de Rochechouart, également maire de la ville de 1855-1858), de Château-Chervix, de Châlus, de Javarzay, d'Auberoche, de La Motte de Bauçay, de Cressey, de Montigny, du Plessis-Belin, château de l'Ile d'Yeu..., ainsi que plusieurs hôtels à Paris dont 2 hôtels à Saint-Germain des Prés, appelés le "Colombier", l'Hôtel de Rochechouart rue de Grenelle (aujourd'hui siège du ministère de l'Éducation nationale), l'hôtel de Mortemart rue Saint-Guillaume, l'hôtel de Jars, et un hôtel rue Van Dyck, dans le Parc Monceau.
Par ailleurs, à la fin du XIXe siècle, la famille de Rochechouart fut propriétaire de quelques vignobles en Bourgogne : Romanée-Conti, Clos-Vougeot, Gevrey-Chambertin...

### Alliances
La maison de Rochechouart s'est notamment alliée aux maisons :
De France, de Bourbon, de Navarre, d'Orléans, de Vendôme, de Ponthieu, de Vermandois, d'Angleterre, d'Aragon, de Foix, de Courtenay, de Brabant, de Bretagne, d'Artois, de Lorraine, de Milan, Plantagenêt, de Dreux-Bretagne, d'Angoulême, du Halgouët, d'Harcourt, de La Rochefoucauld, de Rougé, de Châtillon, de Mancini, de Mercastel, de Montmorency, de Clermont-Tonnerre, de Polignac, d'Albret, de Richelieu, de Noailles, Colbert, d'Allonville, de Ségur, de La Tour du Pin, de Sully, de Cossé-Brissac, de Bourgogne, de Turenne, d'Anjou-Mézières, d'Aumont, de Pérusse des Cars, de Damas, de Saint-Aldegonde, d'Aubusson, de Beauvilliers, de Beauvau, de Biron, de Chabot, d'Estampes, de Montboissier-Canillac, de Montbron, de Pierrebuffières, de Périgord, de Lévis, de Lambertye, de La Trémouille, de Saulx, Borghese, de Comborn...

## Généalogie
|                                                                      |                                                                      |                                                                      |                                                                      |                                                                      |                                                                      | Géraud de Limoges († 988) Vicomte de Limoges |  |  |  |                                      |                                      |                                                                 |                                                           |                                                           |                                                           |                                                           |                                                           |                                   |                                   |                                   |                                   |                                   |                                   |                                                         |                                                         |                                                                |                                                                |                                                                |                                                                |                                                                |                                                                |  |  |                                        |                                        |                                        |                                        |                                        |                                        |  |  |  |  |  |  |  |  |  |  |  |  |  |  |  |  |  |  |  |  |  |  |  |  |  |  |  |  |  |  |  |  |
|                                                                      |                                                                      |                                                                      |                                                                      |                                                                      |                                                                      |                                              |  |  |  |                                      |                                      |                                                                 |                                                           |                                                           |                                                           |                                                           |                                                           |                                   |                                   |                                   |                                   |                                   |                                   |                                                         |                                                         |                                                                |                                                                |                                                                |                                                                |                                                                |                                                                |  |  |                                        |                                        |                                        |                                        |                                        |                                        |  |  |  |  |  |  |  |  |  |  |  |  |  |  |  |  |  |  |  |  |  |  |  |  |  |  |  |  |  |  |  |  |
|                                                                      |                                                                      |                                                                      |                                                                      |                                                                      |                                                                      |                                              |  |  |  |                                      |                                      |                                                                 |                                                           |                                                           |                                                           |                                                           |                                                           |                                   |                                   |                                   |                                   |                                   |                                   |                                                         |                                                         |                                                                |                                                                |                                                                |                                                                |                                                                |                                                                |  |  |                                        |                                        |                                        |                                        |                                        |                                        |  |  |  |  |  |  |  |  |  |  |  |  |  |  |  |  |  |  |  |  |  |  |  |  |  |  |  |  |  |  |  |  |
| Guy Ier de Limoges († 1025) Vicomte de Limoges                       | Guy Ier de Limoges († 1025) Vicomte de Limoges                       | Guy Ier de Limoges († 1025) Vicomte de Limoges                       | Guy Ier de Limoges († 1025) Vicomte de Limoges                       | Guy Ier de Limoges († 1025) Vicomte de Limoges                       | Guy Ier de Limoges († 1025) Vicomte de Limoges                       |                                              |  |  |  | Hildegaire († 990) Évêque de Limoges | Hildegaire († 990) Évêque de Limoges | Hildegaire († 990) Évêque de Limoges                            | Hildegaire († 990) Évêque de Limoges                      | Hildegaire († 990) Évêque de Limoges                      | Hildegaire († 990) Évêque de Limoges                      |                                                           |                                                           | Alduin († 1014) Évêque de Limoges | Alduin († 1014) Évêque de Limoges | Alduin († 1014) Évêque de Limoges | Alduin († 1014) Évêque de Limoges | Alduin († 1014) Évêque de Limoges | Alduin († 1014) Évêque de Limoges |                                                         |                                                         | Aimery Ier de Rochechouart Ostofrancus Vicomte de Rochechouart | Aimery Ier de Rochechouart Ostofrancus Vicomte de Rochechouart | Aimery Ier de Rochechouart Ostofrancus Vicomte de Rochechouart | Aimery Ier de Rochechouart Ostofrancus Vicomte de Rochechouart | Aimery Ier de Rochechouart Ostofrancus Vicomte de Rochechouart | Aimery Ier de Rochechouart Ostofrancus Vicomte de Rochechouart |  |  | Géraud Seigneur d'Argenton             | Géraud Seigneur d'Argenton             | Géraud Seigneur d'Argenton             | Géraud Seigneur d'Argenton             | Géraud Seigneur d'Argenton             | Géraud Seigneur d'Argenton             |  |  |  |  |  |  |  |  |  |  |  |  |  |  |  |  |  |  |  |  |  |  |  |  |  |  |  |  |  |  |  |  |
| Guy Ier de Limoges († 1025) Vicomte de Limoges                       | Guy Ier de Limoges († 1025) Vicomte de Limoges                       | Guy Ier de Limoges († 1025) Vicomte de Limoges                       | Guy Ier de Limoges († 1025) Vicomte de Limoges                       | Guy Ier de Limoges († 1025) Vicomte de Limoges                       | Guy Ier de Limoges († 1025) Vicomte de Limoges                       |                                              |  |  |  | Hildegaire († 990) Évêque de Limoges | Hildegaire († 990) Évêque de Limoges | Hildegaire († 990) Évêque de Limoges                            | Hildegaire († 990) Évêque de Limoges                      | Hildegaire († 990) Évêque de Limoges                      | Hildegaire († 990) Évêque de Limoges                      |                                                           |                                                           | Alduin († 1014) Évêque de Limoges | Alduin († 1014) Évêque de Limoges | Alduin († 1014) Évêque de Limoges | Alduin († 1014) Évêque de Limoges | Alduin († 1014) Évêque de Limoges | Alduin († 1014) Évêque de Limoges |                                                         |                                                         | Aimery Ier de Rochechouart Ostofrancus Vicomte de Rochechouart | Aimery Ier de Rochechouart Ostofrancus Vicomte de Rochechouart | Aimery Ier de Rochechouart Ostofrancus Vicomte de Rochechouart | Aimery Ier de Rochechouart Ostofrancus Vicomte de Rochechouart | Aimery Ier de Rochechouart Ostofrancus Vicomte de Rochechouart | Aimery Ier de Rochechouart Ostofrancus Vicomte de Rochechouart |  |  | Géraud Seigneur d'Argenton             | Géraud Seigneur d'Argenton             | Géraud Seigneur d'Argenton             | Géraud Seigneur d'Argenton             | Géraud Seigneur d'Argenton             | Géraud Seigneur d'Argenton             |  |  |  |  |  |  |  |  |  |  |  |  |  |  |  |  |  |  |  |  |  |  |  |  |  |  |  |  |  |  |  |  |
|                                                                      |                                                                      |                                                                      |                                                                      |                                                                      |                                                                      |                                              |  |  |  |                                      |                                      |                                                                 |                                                           |                                                           |                                                           |                                                           |                                                           |                                   |                                   |                                   |                                   |                                   |                                   |                                                         |                                                         |                                                                |                                                                |                                                                |                                                                |                                                                |                                                                |  |  |                                        |                                        |                                        |                                        |                                        |                                        |  |  |  |  |  |  |  |  |  |  |  |  |  |  |  |  |  |  |  |  |  |  |  |  |  |  |  |  |  |  |  |  |
| Adémar Ier de Limoges († 1025) Vicomte de Limoges                    | Adémar Ier de Limoges († 1025) Vicomte de Limoges                    | Adémar Ier de Limoges († 1025) Vicomte de Limoges                    | Adémar Ier de Limoges († 1025) Vicomte de Limoges                    | Adémar Ier de Limoges († 1025) Vicomte de Limoges                    | Adémar Ier de Limoges († 1025) Vicomte de Limoges                    |                                              |  |  |  |                                      |                                      | Aimery II de Rochechouart Vicomte de Rochechouart               | Aimery II de Rochechouart Vicomte de Rochechouart         | Aimery II de Rochechouart Vicomte de Rochechouart         | Aimery II de Rochechouart Vicomte de Rochechouart         | Aimery II de Rochechouart Vicomte de Rochechouart         | Aimery II de Rochechouart Vicomte de Rochechouart         |                                   |                                   |                                   |                                   |                                   |                                   |                                                         |                                                         |                                                                |                                                                |                                                                |                                                                |                                                                |                                                                |  |  |                                        |                                        |                                        |                                        |                                        |                                        |  |  |  |  |  |  |  |  |  |  |  |  |  |  |  |  |  |  |  |  |  |  |  |  |  |  |  |  |  |  |  |  |
| Adémar Ier de Limoges († 1025) Vicomte de Limoges                    | Adémar Ier de Limoges († 1025) Vicomte de Limoges                    | Adémar Ier de Limoges († 1025) Vicomte de Limoges                    | Adémar Ier de Limoges († 1025) Vicomte de Limoges                    | Adémar Ier de Limoges († 1025) Vicomte de Limoges                    | Adémar Ier de Limoges († 1025) Vicomte de Limoges                    |                                              |  |  |  |                                      |                                      | Aimery II de Rochechouart Vicomte de Rochechouart               | Aimery II de Rochechouart Vicomte de Rochechouart         | Aimery II de Rochechouart Vicomte de Rochechouart         | Aimery II de Rochechouart Vicomte de Rochechouart         | Aimery II de Rochechouart Vicomte de Rochechouart         | Aimery II de Rochechouart Vicomte de Rochechouart         |                                   |                                   |                                   |                                   |                                   |                                   |                                                         |                                                         |                                                                |                                                                |                                                                |                                                                |                                                                |                                                                |  |  |                                        |                                        |                                        |                                        |                                        |                                        |  |  |  |  |  |  |  |  |  |  |  |  |  |  |  |  |  |  |  |  |  |  |  |  |  |  |  |  |  |  |  |  |
| Guy II de Limoges († 1067) Vicomte de Limoges                        | Guy II de Limoges († 1067) Vicomte de Limoges                        | Guy II de Limoges († 1067) Vicomte de Limoges                        | Guy II de Limoges († 1067) Vicomte de Limoges                        | Guy II de Limoges († 1067) Vicomte de Limoges                        | Guy II de Limoges († 1067) Vicomte de Limoges                        |                                              |  |  |  |                                      |                                      | Aimery III de Rochechouart Vicomte de Rochechouart              | Aimery III de Rochechouart Vicomte de Rochechouart        | Aimery III de Rochechouart Vicomte de Rochechouart        | Aimery III de Rochechouart Vicomte de Rochechouart        | Aimery III de Rochechouart Vicomte de Rochechouart        | Aimery III de Rochechouart Vicomte de Rochechouart        |                                   |                                   |                                   |                                   |                                   |                                   |                                                         |                                                         |                                                                |                                                                |                                                                |                                                                |                                                                |                                                                |  |  | Branche de Brosse (éteinte en 1564,. ) | Branche de Brosse (éteinte en 1564,. ) | Branche de Brosse (éteinte en 1564,. ) | Branche de Brosse (éteinte en 1564,. ) | Branche de Brosse (éteinte en 1564,. ) | Branche de Brosse (éteinte en 1564,. ) |  |  |  |  |  |  |  |  |  |  |  |  |  |  |  |  |  |  |  |  |  |  |  |  |  |  |  |  |  |  |  |  |
| Guy II de Limoges († 1067) Vicomte de Limoges                        | Guy II de Limoges († 1067) Vicomte de Limoges                        | Guy II de Limoges († 1067) Vicomte de Limoges                        | Guy II de Limoges († 1067) Vicomte de Limoges                        | Guy II de Limoges († 1067) Vicomte de Limoges                        | Guy II de Limoges († 1067) Vicomte de Limoges                        |                                              |  |  |  |                                      |                                      | Aimery III de Rochechouart Vicomte de Rochechouart              | Aimery III de Rochechouart Vicomte de Rochechouart        | Aimery III de Rochechouart Vicomte de Rochechouart        | Aimery III de Rochechouart Vicomte de Rochechouart        | Aimery III de Rochechouart Vicomte de Rochechouart        | Aimery III de Rochechouart Vicomte de Rochechouart        |                                   |                                   |                                   |                                   |                                   |                                   |                                                         |                                                         |                                                                |                                                                |                                                                |                                                                |                                                                |                                                                |  |  | Branche de Brosse (éteinte en 1564,. ) | Branche de Brosse (éteinte en 1564,. ) | Branche de Brosse (éteinte en 1564,. ) | Branche de Brosse (éteinte en 1564,. ) | Branche de Brosse (éteinte en 1564,. ) | Branche de Brosse (éteinte en 1564,. ) |  |  |  |  |  |  |  |  |  |  |  |  |  |  |  |  |  |  |  |  |  |  |  |  |  |  |  |  |  |  |  |  |
| Adémar II de Limoges († 1090) Vicomte de Limoges                     | Adémar II de Limoges († 1090) Vicomte de Limoges                     | Adémar II de Limoges († 1090) Vicomte de Limoges                     | Adémar II de Limoges († 1090) Vicomte de Limoges                     | Adémar II de Limoges († 1090) Vicomte de Limoges                     | Adémar II de Limoges († 1090) Vicomte de Limoges                     |                                              |  |  |  |                                      |                                      | Aimery IV de Rochechouart Vicomte de Rochechouart               | Aimery IV de Rochechouart Vicomte de Rochechouart         | Aimery IV de Rochechouart Vicomte de Rochechouart         | Aimery IV de Rochechouart Vicomte de Rochechouart         | Aimery IV de Rochechouart Vicomte de Rochechouart         | Aimery IV de Rochechouart Vicomte de Rochechouart         |                                   |                                   |                                   |                                   |                                   |                                   |                                                         |                                                         |                                                                |                                                                |                                                                |                                                                |                                                                |                                                                |  |  |                                        |                                        |                                        |                                        |                                        |                                        |  |  |  |  |  |  |  |  |  |  |  |  |  |  |  |  |  |  |  |  |  |  |  |  |  |  |  |  |  |  |  |  |
| Adémar II de Limoges († 1090) Vicomte de Limoges                     | Adémar II de Limoges († 1090) Vicomte de Limoges                     | Adémar II de Limoges († 1090) Vicomte de Limoges                     | Adémar II de Limoges († 1090) Vicomte de Limoges                     | Adémar II de Limoges († 1090) Vicomte de Limoges                     | Adémar II de Limoges († 1090) Vicomte de Limoges                     |                                              |  |  |  |                                      |                                      | Aimery IV de Rochechouart Vicomte de Rochechouart               | Aimery IV de Rochechouart Vicomte de Rochechouart         | Aimery IV de Rochechouart Vicomte de Rochechouart         | Aimery IV de Rochechouart Vicomte de Rochechouart         | Aimery IV de Rochechouart Vicomte de Rochechouart         | Aimery IV de Rochechouart Vicomte de Rochechouart         |                                   |                                   |                                   |                                   |                                   |                                   |                                                         |                                                         |                                                                |                                                                |                                                                |                                                                |                                                                |                                                                |  |  |                                        |                                        |                                        |                                        |                                        |                                        |  |  |  |  |  |  |  |  |  |  |  |  |  |  |  |  |  |  |  |  |  |  |  |  |  |  |  |  |  |  |  |  |
| Adémar III de Limoges († 1139) Vicomte de Limoges Sans héritier mâle | Adémar III de Limoges († 1139) Vicomte de Limoges Sans héritier mâle | Adémar III de Limoges († 1139) Vicomte de Limoges Sans héritier mâle | Adémar III de Limoges († 1139) Vicomte de Limoges Sans héritier mâle | Adémar III de Limoges († 1139) Vicomte de Limoges Sans héritier mâle | Adémar III de Limoges († 1139) Vicomte de Limoges Sans héritier mâle |                                              |  |  |  |                                      |                                      | Aimery V de Rochechouart († 1170) Vicomte de Rochechouart       | Aimery V de Rochechouart († 1170) Vicomte de Rochechouart | Aimery V de Rochechouart († 1170) Vicomte de Rochechouart | Aimery V de Rochechouart († 1170) Vicomte de Rochechouart | Aimery V de Rochechouart († 1170) Vicomte de Rochechouart | Aimery V de Rochechouart († 1170) Vicomte de Rochechouart |                                   |                                   |                                   |                                   |                                   |                                   |                                                         |                                                         |                                                                |                                                                |                                                                |                                                                |                                                                |                                                                |  |  |                                        |                                        |                                        |                                        |                                        |                                        |  |  |  |  |  |  |  |  |  |  |  |  |  |  |  |  |  |  |  |  |  |  |  |  |  |  |  |  |  |  |  |  |
| Adémar III de Limoges († 1139) Vicomte de Limoges Sans héritier mâle | Adémar III de Limoges († 1139) Vicomte de Limoges Sans héritier mâle | Adémar III de Limoges († 1139) Vicomte de Limoges Sans héritier mâle | Adémar III de Limoges († 1139) Vicomte de Limoges Sans héritier mâle | Adémar III de Limoges († 1139) Vicomte de Limoges Sans héritier mâle | Adémar III de Limoges († 1139) Vicomte de Limoges Sans héritier mâle |                                              |  |  |  |                                      |                                      | Aimery V de Rochechouart († 1170) Vicomte de Rochechouart       | Aimery V de Rochechouart († 1170) Vicomte de Rochechouart | Aimery V de Rochechouart († 1170) Vicomte de Rochechouart | Aimery V de Rochechouart († 1170) Vicomte de Rochechouart | Aimery V de Rochechouart († 1170) Vicomte de Rochechouart | Aimery V de Rochechouart († 1170) Vicomte de Rochechouart |                                   |                                   |                                   |                                   |                                   |                                   |                                                         |                                                         |                                                                |                                                                |                                                                |                                                                |                                                                |                                                                |  |  |                                        |                                        |                                        |                                        |                                        |                                        |  |  |  |  |  |  |  |  |  |  |  |  |  |  |  |  |  |  |  |  |  |  |  |  |  |  |  |  |  |  |  |  |
|                                                                      |                                                                      |                                                                      |                                                                      |                                                                      |                                                                      |                                              |  |  |  |                                      |                                      | Aimery VI de Rochechouart († 1230) Vicomte de Rochechouart      |                                                           |                                                           |                                                           |                                                           |                                                           |                                   |                                   |                                   |                                   |                                   |                                   |                                                         |                                                         |                                                                |                                                                |                                                                |                                                                |                                                                |                                                                |  |  |                                        |                                        |                                        |                                        |                                        |                                        |  |  |  |  |  |  |  |  |  |  |  |  |  |  |  |  |  |  |  |  |  |  |  |  |  |  |  |  |  |  |  |  |
|                                                                      |                                                                      |                                                                      |                                                                      |                                                                      |                                                                      |                                              |  |  |  |                                      |                                      |                                                                 |                                                           |                                                           |                                                           |                                                           |                                                           |                                   |                                   |                                   |                                   |                                   |                                   |                                                         |                                                         |                                                                |                                                                |                                                                |                                                                |                                                                |                                                                |  |  |                                        |                                        |                                        |                                        |                                        |                                        |  |  |  |  |  |  |  |  |  |  |  |  |  |  |  |  |  |  |  |  |  |  |  |  |  |  |  |  |  |  |  |  |
|                                                                      |                                                                      |                                                                      |                                                                      |                                                                      |                                                                      |                                              |  |  |  |                                      |                                      | Aimery VII de Rochechouart (1180-1243) Vicomte de Rochechouart  |                                                           |                                                           |                                                           |                                                           |                                                           |                                   |                                   |                                   |                                   |                                   |                                   |                                                         |                                                         |                                                                |                                                                |                                                                |                                                                |                                                                |                                                                |  |  |                                        |                                        |                                        |                                        |                                        |                                        |  |  |  |  |  |  |  |  |  |  |  |  |  |  |  |  |  |  |  |  |  |  |  |  |  |  |  |  |  |  |  |  |
|                                                                      |                                                                      |                                                                      |                                                                      |                                                                      |                                                                      |                                              |  |  |  |                                      |                                      |                                                                 |                                                           |                                                           |                                                           |                                                           |                                                           |                                   |                                   |                                   |                                   |                                   |                                   |                                                         |                                                         |                                                                |                                                                |                                                                |                                                                |                                                                |                                                                |  |  |                                        |                                        |                                        |                                        |                                        |                                        |  |  |  |  |  |  |  |  |  |  |  |  |  |  |  |  |  |  |  |  |  |  |  |  |  |  |  |  |  |  |  |  |
|                                                                      |                                                                      |                                                                      |                                                                      |                                                                      |                                                                      |                                              |  |  |  |                                      |                                      | Aimery VIII de Rochechouart (1206-1245) Vicomte de Rochechouart |                                                           |                                                           |                                                           |                                                           |                                                           |                                   |                                   |                                   |                                   |                                   |                                   |                                                         |                                                         |                                                                |                                                                |                                                                |                                                                |                                                                |                                                                |  |  |                                        |                                        |                                        |                                        |                                        |                                        |  |  |  |  |  |  |  |  |  |  |  |  |  |  |  |  |  |  |  |  |  |  |  |  |  |  |  |  |  |  |  |  |
|                                                                      |                                                                      |                                                                      |                                                                      |                                                                      |                                                                      |                                              |  |  |  |                                      |                                      |                                                                 |                                                           |                                                           |                                                           |                                                           |                                                           |                                   |                                   |                                   |                                   |                                   |                                   |                                                         |                                                         |                                                                |                                                                |                                                                |                                                                |                                                                |                                                                |  |  |                                        |                                        |                                        |                                        |                                        |                                        |  |  |  |  |  |  |  |  |  |  |  |  |  |  |  |  |  |  |  |  |  |  |  |  |  |  |  |  |  |  |  |  |
|                                                                      |                                                                      |                                                                      |                                                                      |                                                                      |                                                                      |                                              |  |  |  |                                      |                                      |                                                                 |                                                           |                                                           |                                                           |                                                           |                                                           |                                   |                                   |                                   |                                   |                                   |                                   |                                                         |                                                         |                                                                |                                                                |                                                                |                                                                |                                                                |                                                                |  |  |                                        |                                        |                                        |                                        |                                        |                                        |  |  |  |  |  |  |  |  |  |  |  |  |  |  |  |  |  |  |  |  |  |  |  |  |  |  |  |  |  |  |  |  |
| Aimery IX de Rochechouart († 1288) Vicomte de Rochechouart           | Aimery IX de Rochechouart († 1288) Vicomte de Rochechouart           | Aimery IX de Rochechouart († 1288) Vicomte de Rochechouart           | Aimery IX de Rochechouart († 1288) Vicomte de Rochechouart           | Aimery IX de Rochechouart († 1288) Vicomte de Rochechouart           | Aimery IX de Rochechouart († 1288) Vicomte de Rochechouart           |                                              |  |  |  |                                      |                                      |                                                                 |                                                           |                                                           |                                                           |                                                           |                                                           |                                   |                                   |                                   |                                   |                                   |                                   | Guillaume de Mortemart († 1272) Seigneur de Mortemart   | Guillaume de Mortemart († 1272) Seigneur de Mortemart   | Guillaume de Mortemart († 1272) Seigneur de Mortemart          | Guillaume de Mortemart († 1272) Seigneur de Mortemart          | Guillaume de Mortemart († 1272) Seigneur de Mortemart          | Guillaume de Mortemart († 1272) Seigneur de Mortemart          |                                                                |                                                                |  |  |                                        |                                        |                                        |                                        |                                        |                                        |  |  |  |  |  |  |  |  |  |  |  |  |  |  |  |  |  |  |  |  |  |  |  |  |  |  |  |  |  |  |  |  |
| Aimery IX de Rochechouart († 1288) Vicomte de Rochechouart           | Aimery IX de Rochechouart († 1288) Vicomte de Rochechouart           | Aimery IX de Rochechouart († 1288) Vicomte de Rochechouart           | Aimery IX de Rochechouart († 1288) Vicomte de Rochechouart           | Aimery IX de Rochechouart († 1288) Vicomte de Rochechouart           | Aimery IX de Rochechouart († 1288) Vicomte de Rochechouart           |                                              |  |  |  |                                      |                                      |                                                                 |                                                           |                                                           |                                                           |                                                           |                                                           |                                   |                                   |                                   |                                   |                                   |                                   | Guillaume de Mortemart († 1272) Seigneur de Mortemart   | Guillaume de Mortemart († 1272) Seigneur de Mortemart   | Guillaume de Mortemart († 1272) Seigneur de Mortemart          | Guillaume de Mortemart († 1272) Seigneur de Mortemart          | Guillaume de Mortemart († 1272) Seigneur de Mortemart          | Guillaume de Mortemart († 1272) Seigneur de Mortemart          |                                                                |                                                                |  |  |                                        |                                        |                                        |                                        |                                        |                                        |  |  |  |  |  |  |  |  |  |  |  |  |  |  |  |  |  |  |  |  |  |  |  |  |  |  |  |  |  |  |  |  |
|                                                                      |                                                                      |                                                                      |                                                                      |                                                                      |                                                                      |                                              |  |  |  |                                      |                                      |                                                                 |                                                           |                                                           |                                                           |                                                           |                                                           |                                   |                                   |                                   |                                   |                                   |                                   |                                                         |                                                         |                                                                |                                                                |                                                                |                                                                |                                                                |                                                                |  |  |                                        |                                        |                                        |                                        |                                        |                                        |  |  |  |  |  |  |  |  |  |  |  |  |  |  |  |  |  |  |  |  |  |  |  |  |  |  |  |  |  |  |  |  |
|                                                                      |                                                                      |                                                                      |                                                                      |                                                                      |                                                                      |                                              |  |  |  |                                      |                                      |                                                                 |                                                           |                                                           |                                                           |                                                           |                                                           |                                   |                                   |                                   |                                   |                                   |                                   |                                                         |                                                         |                                                                |                                                                |                                                                |                                                                |                                                                |                                                                |  |  |                                        |                                        |                                        |                                        |                                        |                                        |  |  |  |  |  |  |  |  |  |  |  |  |  |  |  |  |  |  |  |  |  |  |  |  |  |  |  |  |  |  |  |  |
|                                                                      |                                                                      |                                                                      |                                                                      |                                                                      |                                                                      |                                              |  |  |  |                                      |                                      |                                                                 |                                                           |                                                           |                                                           |                                                           |                                                           |                                   |                                   |                                   |                                   |                                   |                                   |                                                         |                                                         |                                                                |                                                                |                                                                |                                                                |                                                                |                                                                |  |  |                                        |                                        |                                        |                                        |                                        |                                        |  |  |  |  |  |  |  |  |  |  |  |  |  |  |  |  |  |  |  |  |  |  |  |  |  |  |  |  |  |  |  |  |
| Branche de Rochechouart (toujours subsistante aujourd'hui)           | Branche de Rochechouart (toujours subsistante aujourd'hui)           | Branche de Rochechouart (toujours subsistante aujourd'hui)           | Branche de Rochechouart (toujours subsistante aujourd'hui)           | Branche de Rochechouart (toujours subsistante aujourd'hui)           | Branche de Rochechouart (toujours subsistante aujourd'hui)           |                                              |  |  |  |                                      |                                      |                                                                 |                                                           |                                                           |                                                           |                                                           |                                                           |                                   |                                   |                                   |                                   |                                   |                                   | Branche de Mortemart (toujours subsistante aujourd'hui) | Branche de Mortemart (toujours subsistante aujourd'hui) | Branche de Mortemart (toujours subsistante aujourd'hui)        | Branche de Mortemart (toujours subsistante aujourd'hui)        | Branche de Mortemart (toujours subsistante aujourd'hui)        | Branche de Mortemart (toujours subsistante aujourd'hui)        |                                                                |                                                                |  |  |                                        |                                        |                                        |                                        |                                        |                                        |  |  |  |  |  |  |  |  |  |  |  |  |  |  |  |  |  |  |  |  |  |  |  |  |  |  |  |  |  |  |  |  |

## Sources

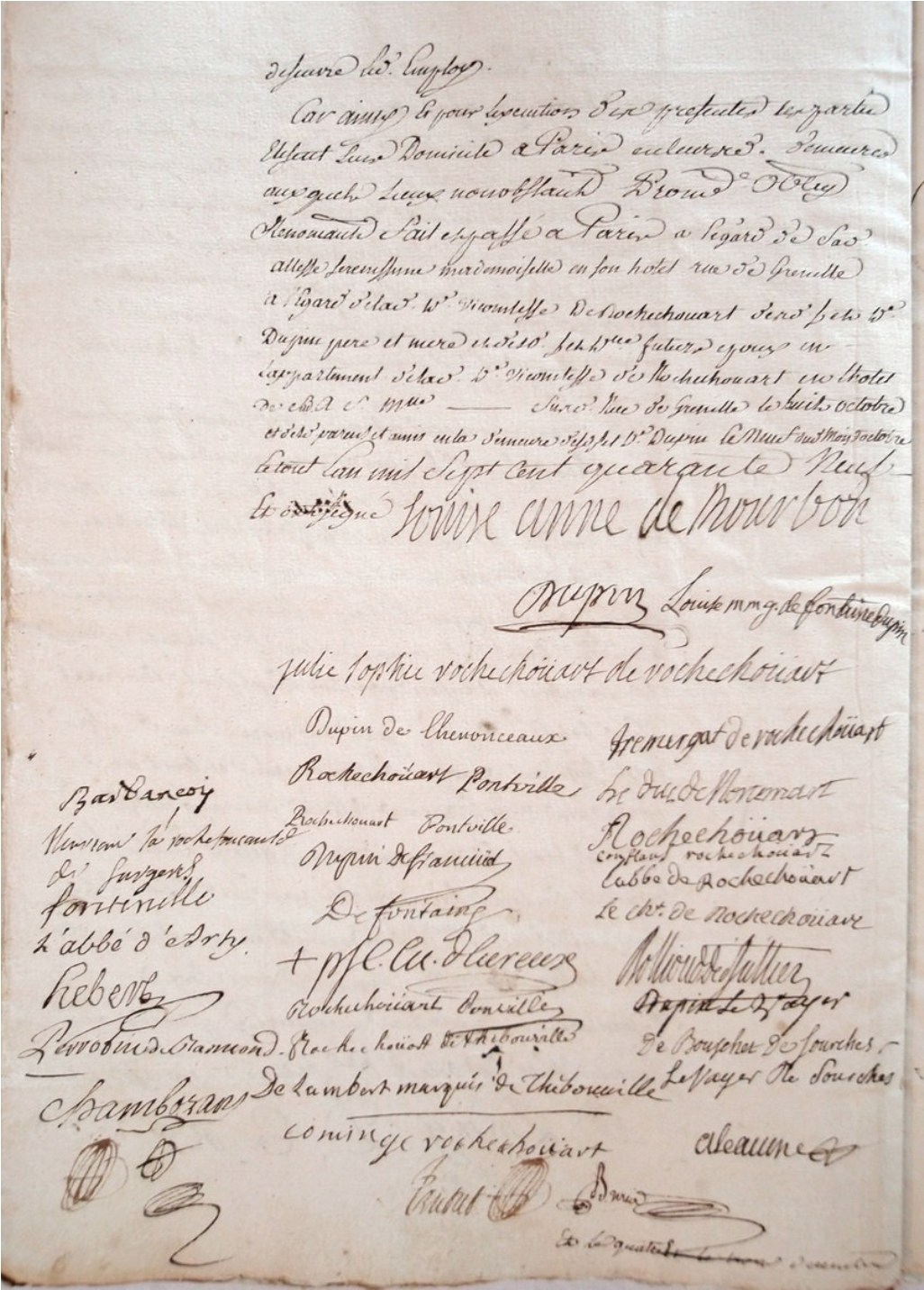
Dernière page du contrat de mariage entre Jacques-Armand Dupin de Chenonceaux (1727-1767) et Julie de Rochechouart-Pontville (1730-1797), le 8 octobre 1749
chez Me Claude Aleaume à Paris.
Cet acte notarié comporte notamment les signatures de : Louise-Anne de Bourbon, Fontenelle, Claude Dupin, Louise de Fontaine, Louis Dupin de Francueil ainsi que la famille de Rochechouart.
Source : Archives nationales.

### Sites internet
- Archives nationales : Les papiers personnels de la maison de Rochechouart sont conservés aux Archives nationales sous la cote 431AP.
  - « Fonds Rochechouart aux Archives nationales »
- Bibliothèque nationale de France : « Archives départementales de la Haute-Vienne. Sous-série 1E3 »
- Archives Départementales de la Haute-Vienne : Archives des familles de Pierre-Buffière et de Rochechouart. Répertoire numérique détaillé des sous-séries 1E2 et 1E3 par Isabelle Maurin, conservateur, sous la direction de Jacques Decanter, conservateur en chef, et Marie-Paule Arnauld, directeurs des Archives départementales.
  - « Fonds Pierre-Buffière et Rochechouart aux Archives départementales »
- Site Racines et Histoire : Document PDF par Étienne Pattou - Famille de Rochechouart-Mortemart & vicomtes de Rochechouart (Limousin, Marche, Angoumois et Haute-Vienne).
  - « Les dynasties célèbres : Famille de Rochechouart »

### Ouvrages
- Se reporter au chapitre Bibliographie.

### Articles
- Le Nouvelliste, « Quand les Rochechouart reviennent à Rochechouart », Le Nouvelliste, Saint-Junien, Groupe de presse Public Media,‎ 6 octobre 2011 (lire en ligne)

### Archives
- Département de la Haute-Vienne :
Archives Départementales de la Haute-Vienne - 1 allée Alfred Leroux 87032 Limoges
- Département de Paris :
Archives nationales - 60 rue des Francs-Bourgeois 75003 Paris
Minutier central des notaires de Paris - 60 rue des Francs-Bourgeois 75141 Paris Cedex 03 
Archives de Paris - Archives de l'État civil - 18 boulevard Sérurier 75019 Paris
Bibliothèque nationale de France - Quai François Mauriac 75706 Paris Cedex 13